# الیدر آلوارس
الیدر آلوارس (اسپانیایی: Eleider Álvarez‎؛ زادهٔ ۸ آوریل ۱۹۸۴) بوکسور اهل کلمبیا است.